# Kazadi Mwamba
Kazadi Mwamba (Élisabethville, Congo Belga; 6 de marzo de 1947 – 1998) fue un futbolista de República Democrática del Congo que jugó en la posición de guardameta. Era primo del también futbolista Bwanga Tshimen.

## Carrera

### Club
Jugó toda su carrera con el TP Mazembe de 1967 a 1985, con quien fue campeón nacional en tres ocasiones, ganó dos copas nacionales, dos ediciones de la Copa Africana de Clubes Campeones y la Recopa Africana 1980.

### Selección nacional
Jugó para República Democrática del Congo en 40 ocasiones de 1968 a 1980, ganó la Copa Africana de Naciones en dos ocasiones siendo el mejor jugado en la edición de 1968 y jugó con Zaire la Copa Mundial de Fútbol de 1974.

## Logros

### Club
- Linafoot: 1967, 1969, 1976
- Congo Cup: 1967, 1979
- African Cup of Champions Clubs: 1967, 1968
- African Cup Winners' Cup: 1980

### Selección nacional
- Copa Africana de Naciones: 1968, 1974

### Individual
- Mejor jugador de la Copa Africana de Naciones 1968.
- Mejor portero del siglo de la República Democrática del Congo en 2000.[5]